# Prendi fra le mani la testa
Prendi fra le mani la testa è un brano musicale cantato nel 1967 dal cantante italiano Riki Maiocchi, composto da  Lucio Battisti e scritto da Mogol.
Fu pubblicato per la prima volta sul vinile a 45 giri Prendi fra le mani la testa/Prega. . Il brano fu scritto dagli autori per Riki Maiocchi che partecipò al Festivalbar 1967 ed al Cantagiro.
Nel 1969 la canzone venne reincisa da Mino Reitano, che la incluse nel suo album di debutto Mino canta Reitano.
Nel 1973 Lucio Battisti lo inserì nell'album Il nostro caro angelo; Loredana Bertè ne incise una versione nel 1979 nel suo album Bandaberté e Massimo Ranieri nel 2006 nell'album Canto perché non so nuotare...da 40 anni.